# Thallapalle
Thallapalle è una suddivisione dell'India, classificata come census town, di 10.937 abitanti, situata nel distretto di Adilabad, nello stato federato del Telangana. In base al numero di abitanti la città rientra nella classe IV (da 10.000 a 19.999 persone).

## Società

### Evoluzione demografica
Al censimento del 2001 la popolazione di Thallapalle assommava a 10.937 persone, delle quali 5.638 maschi e 5.299 femmine. I bambini di età inferiore o uguale ai sei anni assommavano a 1.220, dei quali 641 maschi e 579 femmine. Infine, coloro che erano in grado di saper almeno leggere e scrivere erano 6.074, dei quali 3.558 maschi e 2.516 femmine.